# アメリカイチゴ

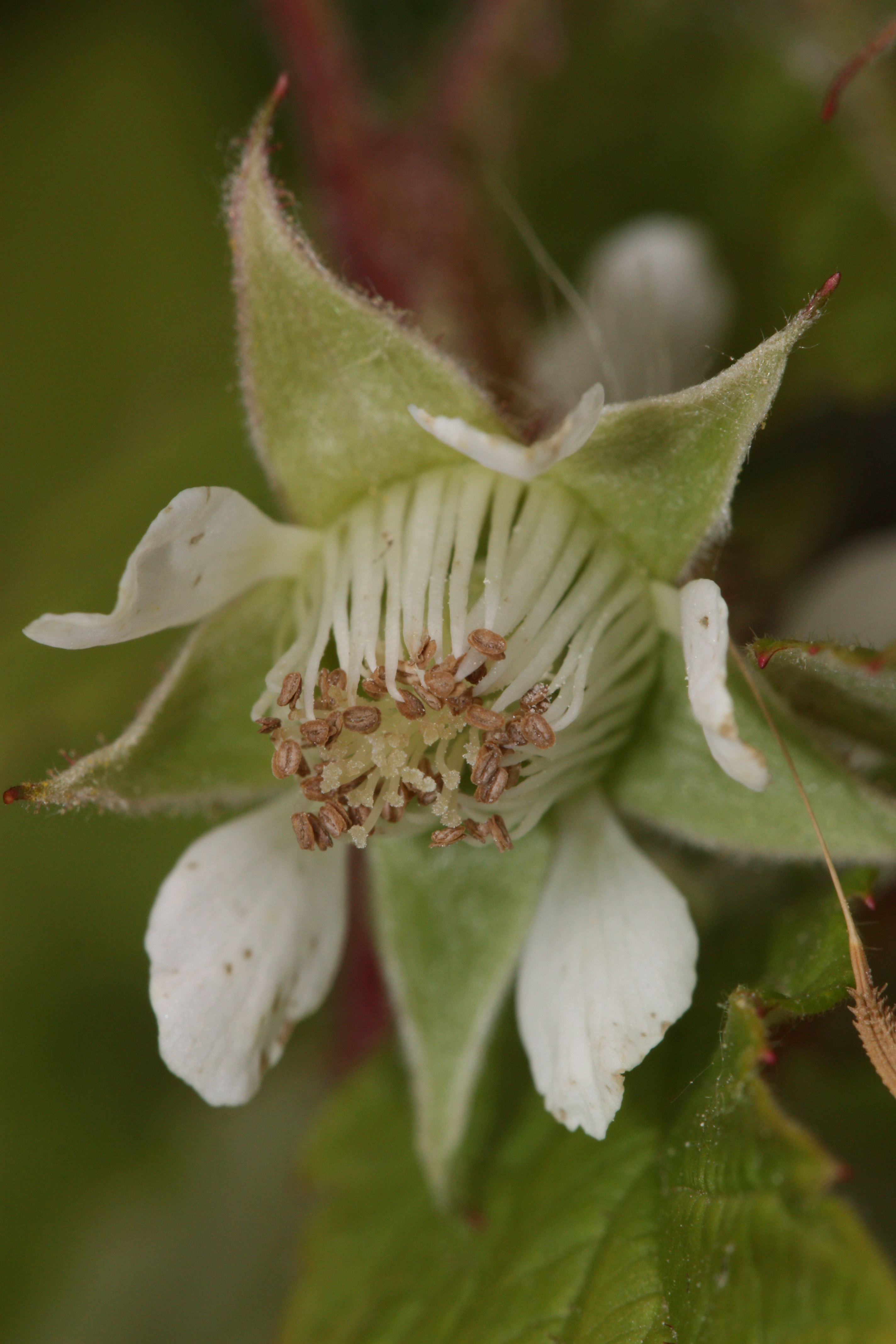
アメリカイチゴの花

アメリカイチゴ(Rubus strigosus)は主に北米に多く分布するキイチゴ属の種の総称。市販のラズベリー品種の多くは、このアメリカイチゴとヨーロッパイチゴ(Rusus idaeus)の間の交配種であることが多い。

## 分類
植物学者は長い間キイチゴ属の分類学的扱いについて議論してきたが、これらの植物のすべてを単一の環系種ヨーロッパイチゴ(Rubus idaeus)およびアメリカイチゴの2種(またはそれ以上)の種と認識するメンバーとして決めた。2つの種は多くの類似点があり、最近はおそらく共通の祖先から分化しており、特に東アジアのより中間の植物に関する分類学的解釈の違いが考えられている。